# 아부그라이브 교도소

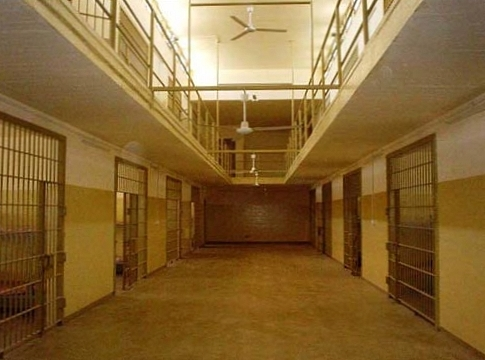
2005년의 아부그라이브 교도소 모습.

아부그라이브 교도소는 이라크의 수도 바그다드에서 서쪽으로 32km 떨어진 아부그라이브 시에 위치한 이라크 최대의 정치범 수용소로, 후세인 시절부터 악명이 높았다. 미군의 바그다드 점령 이후, 처참한 인권 유린의 현장으로 이슈가 되었다. 2014년 4월 15일 폐쇄되었다.

## 같이 보기
- 아부그라이브 교도소 가혹행위 사건